# Leucandra connectens
Leucandra connectens är en svampdjursart som beskrevs av Brøndsted 1927. Leucandra connectens ingår i släktet Leucandra och familjen Grantiidae. Inga underarter finns listade i Catalogue of Life.